# Affaire de la ciclosporine
L'affaire de la ciclosporine est une affaire politico-sanitaire qui s'est produite en octobre 1985 dans le contexte du début de l'épidémie de sida en France. Trois médecins français provoquent de faux espoirs et un emballement médiatique en annonçant triomphalement mais prématurément que la ciclosporine permet de traiter la maladie.

## Historique

### L'expérimentation

Formule chimique de la ciclosporine.

En octobre 1985, dans un contexte de guerre ouverte entre les Français et les Américains au sujet des tests de dépistage du virus, trois médecins de l'hôpital Laennec à Paris, les professeurs Philippe Even, pneumologue, Jean-Marie Andrieu, cancérologue, et le docteur Alain Venet, immunologiste, expérimentent pendant cinq jours la ciclosporine A, habituellement utilisée contre le rejet de greffe, sur deux patients atteints du sida. Le comité d'Éthique n'est pas saisi par les professeurs alors qu'il doit donner son aval pour mener des expériences sur l'être humain. Le professeur Jean-Marie Andrieu justifie cela : « Compte tenu de la force de notre hypothèse, nous ne pouvions pas éthiquement continuer à garder le secret pour marcher selon les lois de la déontologie scientifique habituelle ». Le consentement éclairé des patients n'a pas été recueilli.
Les trois professeurs se rendent le 28 octobre 1985 au ministère des Affaires sociales et de la Solidarité nationale pour annoncer leur découverte « sensationnelle » et affirment être en route pour trouver un traitement contre le sida. Les médecins rencontrent au ministère de la santé le directeur de cabinet Michel Gagneux, le conseiller technique du ministère Jacques Marchal et le directeur des hôpitaux Jean de Kervasdoué, ce dernier a servi d'intermédiaire. Après les annonces des professeurs, le cabinet de la ministre Georgina Dufoix évoque dans un communiqué de presse « une méthode de traitement originale » et qu'elle semble « dessiner un espoir raisonnable » pour les personnes atteintes du VIH. Une conférence de presse est organisée le lendemain à l'hôpital Laennec de Paris. Une enquête publiée dans Libération le 8 novembre décrit comment le cabinet de la ministre avait mis la pression sur les trois professeurs, avec l'objectif de précéder les Américains.
Cependant, un premier patient meurt le 29 octobre, peu de temps avant la conférence de presse tenue par les trois professeurs. Le second meurt le 9 novembre après 19 jours de traitement ; ce jour-là, France-Soir titre en citant Philippe Even : « La mort de mon malade ne m'arrêtera pas ». Un troisième patient traité à Grenoble par le professeur Max Micoud meurt également,. Par la suite, huit autres patients dont « deux atteints du sida et six du pré-sida », sont traités par de la ciclosporine à l'hôpital Laënnec.
Dix ans plus tard, Jean-Marie Andrieu est à nouveau critiqué pour avoir réalisé un essai thérapeutique très médiatisé mais non-éthique sur des personnes séropositives.

### La conférence de presse du 29 octobre 1985

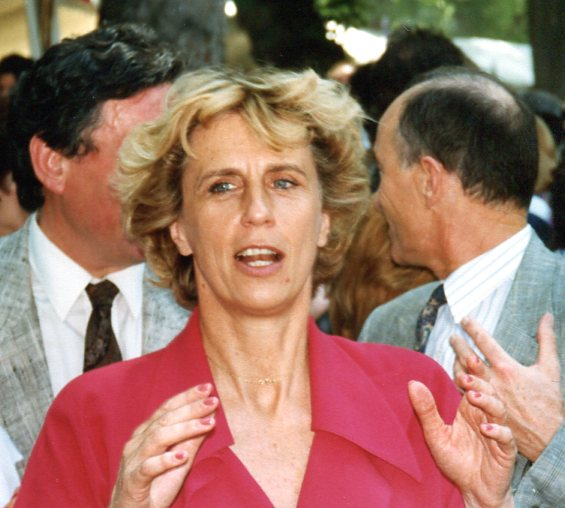
Georgina Dufoix en 1990.

Les professeurs, avec la ministre des Affaires sociales et de la Solidarité nationale Georgina Dufoix, donnent le 29 octobre dans un amphithéâtre de l'hôpital Laennec bondé de journalistes français et internationaux une conférence de presse au cours de laquelle ils annoncent avoir trouvé un traitement du sida,,. Les professeurs constatent une augmentation rapide des lymphocytes T4 chez les patients traités. Le secrétaire d'État chargé de la Santé Edmond Hervé et son directeur du médicament ne sont pas informés.
Les magazines s'emballent, et Joël de Rosnay lui-même écrit dans un de ses ouvrages qu'à l'avenir, la ciclosporine sera incontournable pour traiter le sida.
L'espoir avait été soulevé par le fait que les patients traités à la ciclosporine voyaient leur taux de lymphocytes T4 remonter, mais ce résultat n'était obtenu qu'en les désactivant (ce que fait la ciclosporine), cette remontée ne servant dès lors à rien pour l'immunité du patient,.

### Les conséquences
En mai 1986, Jean-Marie Andrieu admet l'inefficacité du traitement.
L'affaire de la ciclosporine affecte l'image de la recherche médicale française, celle du ministère de la santé et celle des auteurs,,.
Pour le sociologue Nicolas Dodier, qui a étudié en détail cette affaire, celle-ci est symptomatique « de profonds réaménagements des relations de pouvoir dans la médecine », avec le passage, au cours des années 1980 et 1990, d'une tradition clinique, « forme d'agencement des pouvoirs construite autour de la figure centrale du clinicien investi, pour tout ce qui concerne ses propres malades, d'une très forte autorité personnelle », à « un modèle très différent, la modernité thérapeutique, nouvelle manière d'aborder la scientificité et l'éthique de la médecine ». Pour Dodier, cette affaire voit s'opposer deux camps : « Pour certains, proches de la tradition clinique (même s'ils cherchent à en renouveler la pratique), en situation d'urgence sanitaire, les cliniciens-expérimentateurs sont en quelque sorte les mieux placés pour juger, en leur âme et conscience, du moment opportun pour communiquer au public les premières expérimentations d'un produit. Pour d'autres, au contraire, cette manière de concevoir la médecine et la recherche peut occasionner les plus grandes dérives, particulièrement dans le contexte tendu propre au sida ». Dodier note par ailleurs que, si aucun malade ni aucune association de malades français ne sont interrogés ou ne s'expriment dans les médias, les réactions qui viennent des malades ou associations américaines sont « plutôt favorables à la publicité donnée aux premiers résultats expérimentaux ». Dans leur perspective, le « faux espoir » n'est pas « un épouvantail à éviter coûte que coûte », du fait de « l'effet positif de l'espoir en tant que tel pour la psychologie des malades » et parce que l'espoir est vu comme une « nécessité pour activer la mobilisation collective contre le sida, y compris pour peser sur les autorités ».

### Postérité
En 2020, l'affaire est comparée à l'emballement qui suit l'annonce par le Français Didier Raoult que l'hydroxychloroquine est un traitement de la Covid-19,,,.